# Ланцюгова муфта

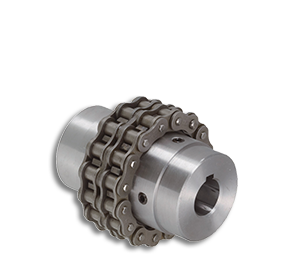
Ланцюгова муфта з дворядним ланцюгом і знятим кожухом

Ланцюго́ва му́фта (англ. chain coupling) — це компенсаційна муфта, яка з'єднує вали за наявності кутового та радіального зміщень за рахунок кутової та радіальної рухомості зубців зірочок напівмуфт відносно ланцюга, що охоплює зубці.

## Конструкція муфти
Ведуча і ведена півмуфти у вигляді ланцюгових зірочок, що своїми маточинами встановлені на кінцях валів з використанням шпонкового (з конічним або циліндричним отвором - виконання 1 або 2, відповідно) або шліцьового (з прямобічними або евольвентними шліцями - виконання 3 або 4 відповідно) з'єднання. Зірочки охоплює спільний ланцюг. Завдяки зазору між зубцями зірочок і роликовим ланцюгом та деформації самого ланцюга допускається деякий перекіс валів що сполучаються. Ланцюгові муфти вимагають регулярного змащування для забезпечення максимального терміну служби і надійності, особливо при високих частотах обертання. Для зменшення зношування зубців зірочок і роликового ланцюга муфти поміщається в заповнений мастилом захисний кожух, який обертається разом з муфтою. Поширені однорядні ланцюгові муфти (тип 1) з однорядним роликовим ланцюгом, однак муфти з дворядним роликовим ланцюгом (тип 2) мають більшу компенсаційну спроможність. Основною причиною відмови муфт є підвищений люфт при обертанні, викликаний зношуванням зубців зірочок і шарнірів ланцюга.

## Характеристики муфти
Технічні вимоги до ланцюгових муфт для окремих застосувань є стандартизованими. В Україні до ланцюгових муфт загальномашинобудівного застосування з приводними роликовими одно- та дворядними ланцюгами за ДСТУ ГОСТ 13568:2006 (ISO 606-94), призначених для сполучення співвісних валів при передаванні крутного моменту від 63 до 16000 Н·м застосовується ДСТУ 2132-93. 
Півмуфти виготовляють зі сталі 45 за ДСТУ 7809:2015 або марки 45Л за ГОСТ 977-88 при твердості 40…45 HRC. При номінальному обертовому моменті до 1000 Н·м і частоті обертання до 10 с−1 допускається застосування муфт без кожухів. Ланцюгові муфти допускають кутове зміщення до 1,2° і радіальне зміщення до 1,2 мм (залежно від розміру).

## Переваги та недоліки
Переваги ланцюгових муфт
- простота конструкції й обслуговування;
- відносно невеликі габарити;
- при монтажі й демонтажі не потрібне осьове суміщення вузлів.

Недоліки ланцюгових муфт
- через наявність у ланцюгових муфт значних зазорів їх не застосовують у реверсивних приводах та приводах з великими динамічними навантаженнями;
- потребують регулярного мащення.